# Нинсё
Нинсё (忍性, 19 августа 1217, Бёбуносато, Сикиносимонокори, провинция Ямато (ныне Миякэ, префектура Нара) — 25 августа 1303, Гокураку-дзи, Камакура, Канто, ныне Канагава), Нинсё Рёкан (忍性良観) и просто Рёкан (良観) — глава японской буддийской школы Риссю в Японии периода Камакура. Он сыграл важную роль в возрождении школы Риссю. Известен гуманитарной деятельностью при правительстве бакуфу: строительством больниц, выдачей бесплатных лекарств и пищи бедным, строительством дорог. Является одним из религиозных деятелей, против которых была направлена критика его современника Нитирэна.

## Биография
Начал учиться в Гакуан-дзи в 1232 году и в следующем году принял полный постриг, чтобы стать монахом в Тодай-дзи в Нара. В 1240 году он стал учеником Эйдзона (1201—1290), который почитается как реставратор школы Риссю.
В 1252 году Рёкан отправился на восток в район Камакуры, где была ставка бакуфу, и распространяет своё учение. В 1261 году он поселился в Камакуре, и его деятельность в регионе Канто способствовали связи с правящим кланом Ходзё. Регент Ходзё Токиёри построил для него храм Косэн-дзи и принял Рёкана в качестве своего первого главного священнослужителя. В 1262 году по просьбе Ходзё Токиёри и других представителей знати из Сайдай-дзи в Нара в Камакуру приехал учитель Рёкана, Эйдзон, и прожил в Камакуре полгода.
В 1267 году Рёкан стал во главе храма Гокураку-дзи, построенного для него Ходзё Сигэтоки и его сыном Ходзё Нагатоки. Гокураку-дзи стал его постоянной обителью. Он провёл ряд социальных проектов для улучшения благосостояния населения, строительства больниц, дорог и т. д. Население Камакуры почитало его, и он пользовался большим влиянием.
Клан Ходзё сделал Рёкана комиссаром крупных монастырей, дарил ему резиденции и наделил полномочиями по сбору пошлин в портах и на внутренних таможнях. По приказу сёгуната Рёкан часто проводил эзотерические ритуалы для вызова дождя и отражения нашествия монголов.
Рёкан выдвигал обвинения против Нитирэна (резкого противника других школ, кроме своей, призывавшего правительство к их искоренению), которые совокупно с другими привели к приговору Нитирэна к смертной казни и последующему изгнанию Нитирэна на остров Садо. Для последователей Нитирэна Нинсё известен в первую очередь тем, что преследовал Нитирэна и его учеников.
В 1303 году Нинсё умер в своём монастыре. В 1328 году император Го-Дайго официально провозгласил Нинсё бодхисаттвой.